# La Llosa
La Llosa – gmina w Hiszpanii, w prowincji Castellón, w Walencji, o powierzchni 10,03 km². W 2011 roku gmina liczyła 955 mieszkańców.